# Észak Velencéje

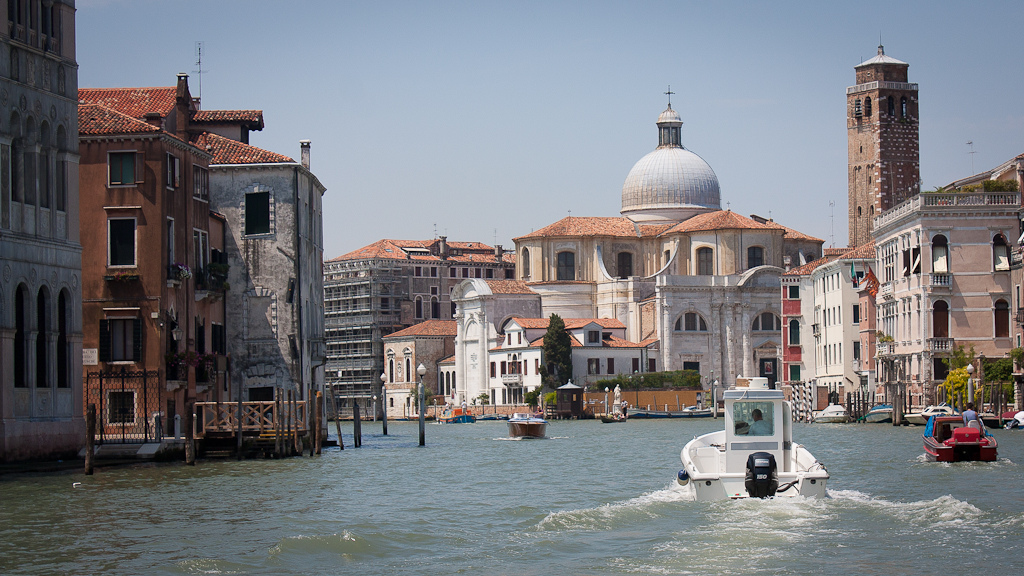
A velencei Canal Grande látképe

Az Észak Velencéje elnevezést sok olyan észak-európai, meg néha észak-amerikai városra alkalmazzák, amelyekben a közterületek – utcák, sugárutak – egy részének vagy egészének helyén valamilyen hajózható felszíni víz – folyó vagy csatorna – található. Az elnevezés több tucat európai városra vonatkozhat, a leggyakrabban az oroszországi Szentpétervárt, a hollandiai Amszterdamot, a svédországi Stockholmot, illetve a lengyelországi Wrocławot emlegetik Észak Velencéjeként.
Az elnevezés az olaszországi Velence városával történő összehasonlításra szolgál, célja általában e városok turizmusának fellendítése. Leginkább a következő településekre használják vagy használták a kifejezést becenévként (a lista az ábécésorrendet követi):
- Amiens,  Franciaország[3][4]
- Amszterdam,  Hollandia[5][6]
- Appingedam,  Hollandia[7][8]
- Arendal,  Norvégia[9][10][11]
- Berlin,  Németország[12]
- Birmingham,  Egyesült Királyság[13][14][15]
- Borås,  Svédország
- Bornholm,  Dánia
- Bourton-on-the-Water,  Egyesült Királyság
- Brugge,  Belgium
- Bydgoszcz,  Lengyelország
- Charlottetown,  Kanada
- Duisburg,  Németország
- Emden,  Németország
- Gdańsk,  Lengyelország
- Giethoorn,  Hollandia
- Haapsalu,  Észtország
- Hamburg,  Németország
- Joure,  Hollandia
- Koppenhága,  Dánia
- Manchester,  Egyesült Királyság
- Maryhill,  Egyesült Királyság
- Oxford,  Egyesült Királyság
- Papenburg,  Németország
- Pender Harbour,  Kanada
- Stockholm,  Svédország
- Stralsund,  Németország
- Szentpétervár,  Oroszország
- Trondheim,  Norvégia
- Wrocław,  Lengyelország